# Chiến dịch Homecoming

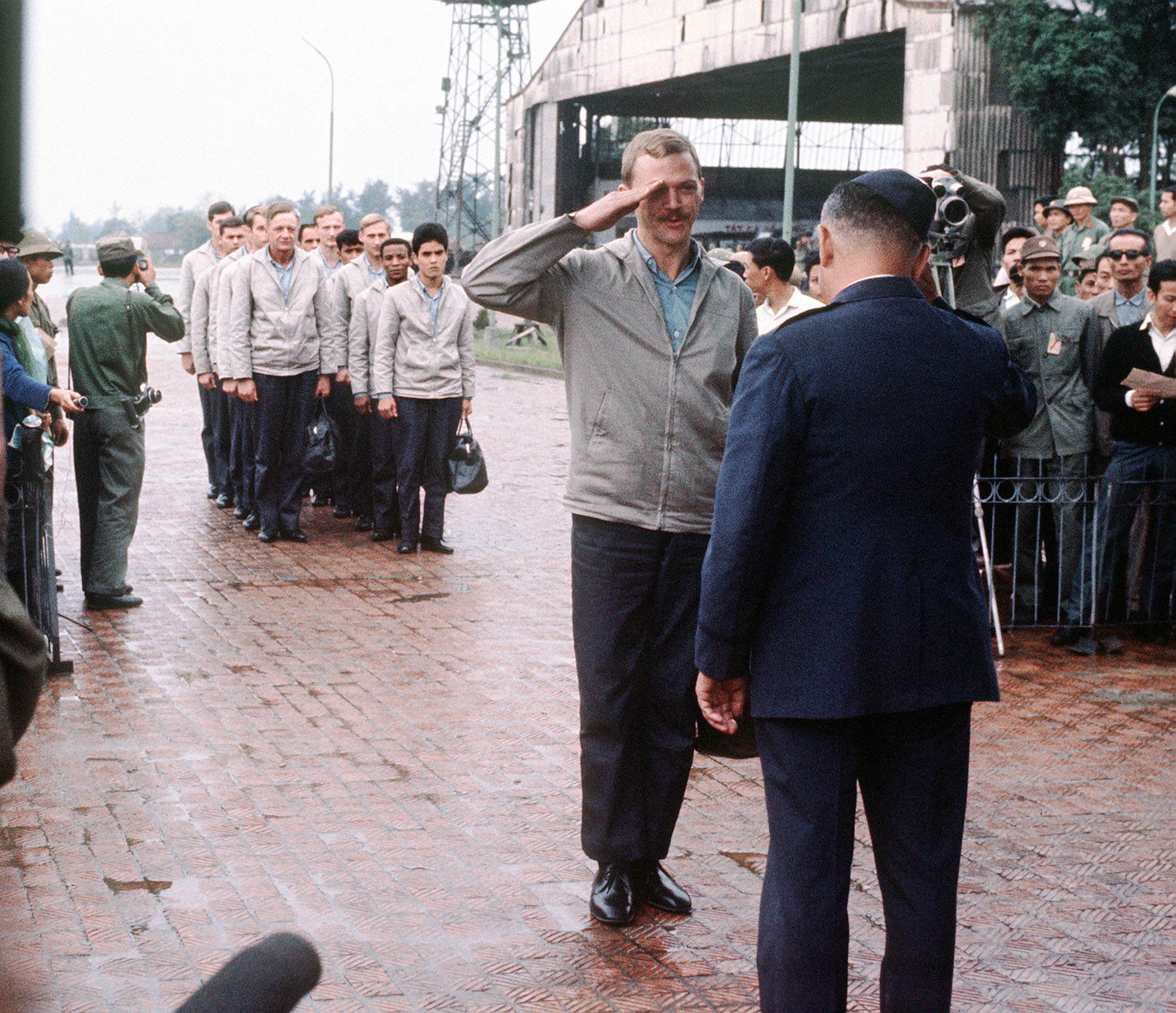
Đại úy Không quân Mỹ Robert Parsels tại Sân bay Gia Lâm, được hồi hương trong suốt Chiến dịch Homecoming.

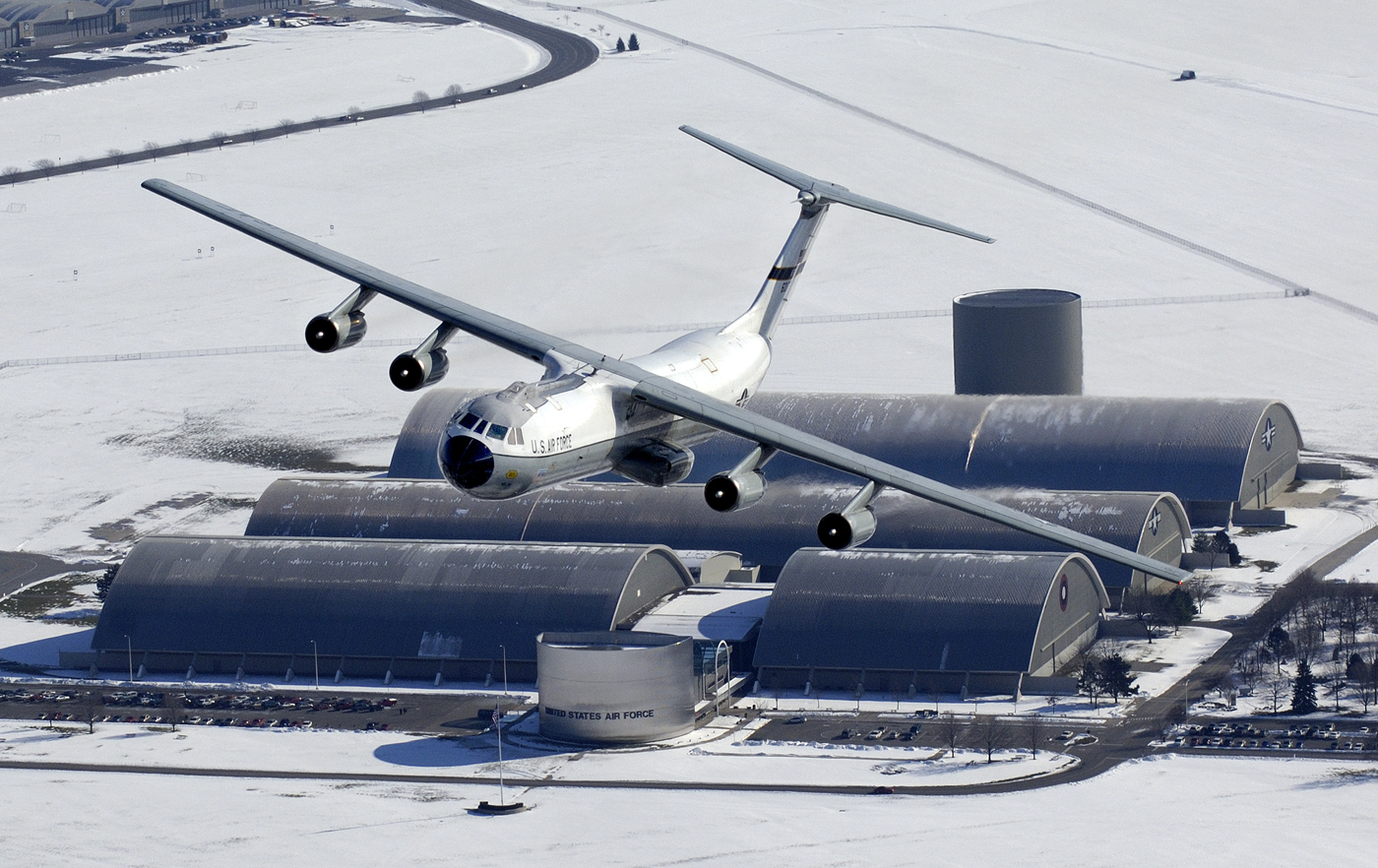
Taxi Hà Nội, được dùng trong Chiến dịch Homecoming, bay qua Bảo tàng Quốc gia Không quân Hoa Kỳ vào tháng 12 năm 2005

Chiến dịch Homecoming (tạm dịch: Chiến dịch Hồi Hương) là một loạt các cuộc đàm phán ngoại giao nhằm trả tự do cho 591 tù binh chiến tranh của Mỹ do Việt Nam Dân chủ Cộng hòa tổ chức vào tháng Giêng năm 1973. Ngày 12 tháng 2 năm 1973, ba chiếc vận tải cơ C-141 đã bay tới thủ đô Hà Nội, Bắc Việt Nam và một trong những máy bay C-9A được gửi đến Sài Gòn, Nam Việt Nam để nhận tù nhân chiến tranh được thả. Chuyến bay đầu tiên chở 40 tù nhân chiến tranh rời khỏi Hà Nội trong một chiếc C-141A, sau này được gọi là "Taxi Hà Nội" và bây giờ được trưng bày trong một viện bảo tàng. Từ ngày 12 tháng 2 đến 4 tháng 4, 54 chiếc C-141 thực hiện phi vụ bay ra Hà Nội chở cựu tù binh chiến tranh hồi hương.
Mỗi máy bay mang về 40 tù binh. Trong phần đầu của chiến dịch Homecoming, việc lựa chọn nhóm tù binh chiến tranh được phóng thích dựa trên cơ sở thời gian giam giữ dài nhất. Nhóm đầu tiên đã trải qua 6-8 năm tù giam.
Sau chiến dịch Homecoming, phía Mỹ vẫn còn liệt kê khoảng 1.350 người Mỹ là tù binh chiến tranh bị mất tích trong chiến đấu và khoảng 1.200 người Mỹ thiệt mạng trong chiến đấu và thi thể chưa được tìm ra. Những nhân viên mất tích trở thành chủ đề chính về vấn đề tù binh chiến tranh/nhân viên mất tích trong chiến tranh Việt Nam (tiếng Anh: Vietnam War POW/MIA issue).
Lục quân, Hải quân, Không quân và Thủy quân lục chiến từng có sĩ quan liên lạc dành riêng để chuẩn bị cho sự trở về của các tù binh chiến tranh Mỹ trước khi đưa họ hồi hương thực sự. Những sĩ quan liên lạc làm việc đằng sau hậu trường đã thực hiện chuyến đi vòng quanh nước Mỹ để đảm bảo những người trở về được khoẻ mạnh. Họ cũng chịu trách nhiệm thẩm vấn tù binh để phân biệt thông tin tình báo có liên quan về những nhân viên mất tích và phân biệt sự tồn tại của tội ác chiến tranh chống lại họ.